# Bahnstation Gamburg
Bahnstation Gamburg ist ein Industriegebiet sowie ein Wohnplatz auf der Gemarkung des Werbacher Ortsteils Gamburg im Main-Tauber-Kreis im Nordosten Baden-Württembergs. Der namensgebende Bahnhof Gamburg befindet sich vor Ort.

## Geographie
Industriegebiet und Wohnplatz Bahnstation Gamburg befindet sich etwa 750 Meter nordwestlich des alten Ortskerns von Gamburg. Die Tauber führt am Wohnplatz vorbei. Nordnordwestlich des Wohnplatzes erhebt sich der 282 Meter hohe Neuberg.

## Geschichte
Der Wohnplatz kam als Teil der ehemals selbstständigen Gemeinde Gamburg am 1. Januar 1975 zur Gemeinde Werbach.
Zur Geschichte des Bahnhofs der Taubertalbahn:

## Kulturdenkmale
Kulturdenkmale des Industriegebiets und Wohnplatzes Bahnstation Gamburg sind in der Liste der Kulturdenkmale in Gamburg aufgeführt.

## Verkehr

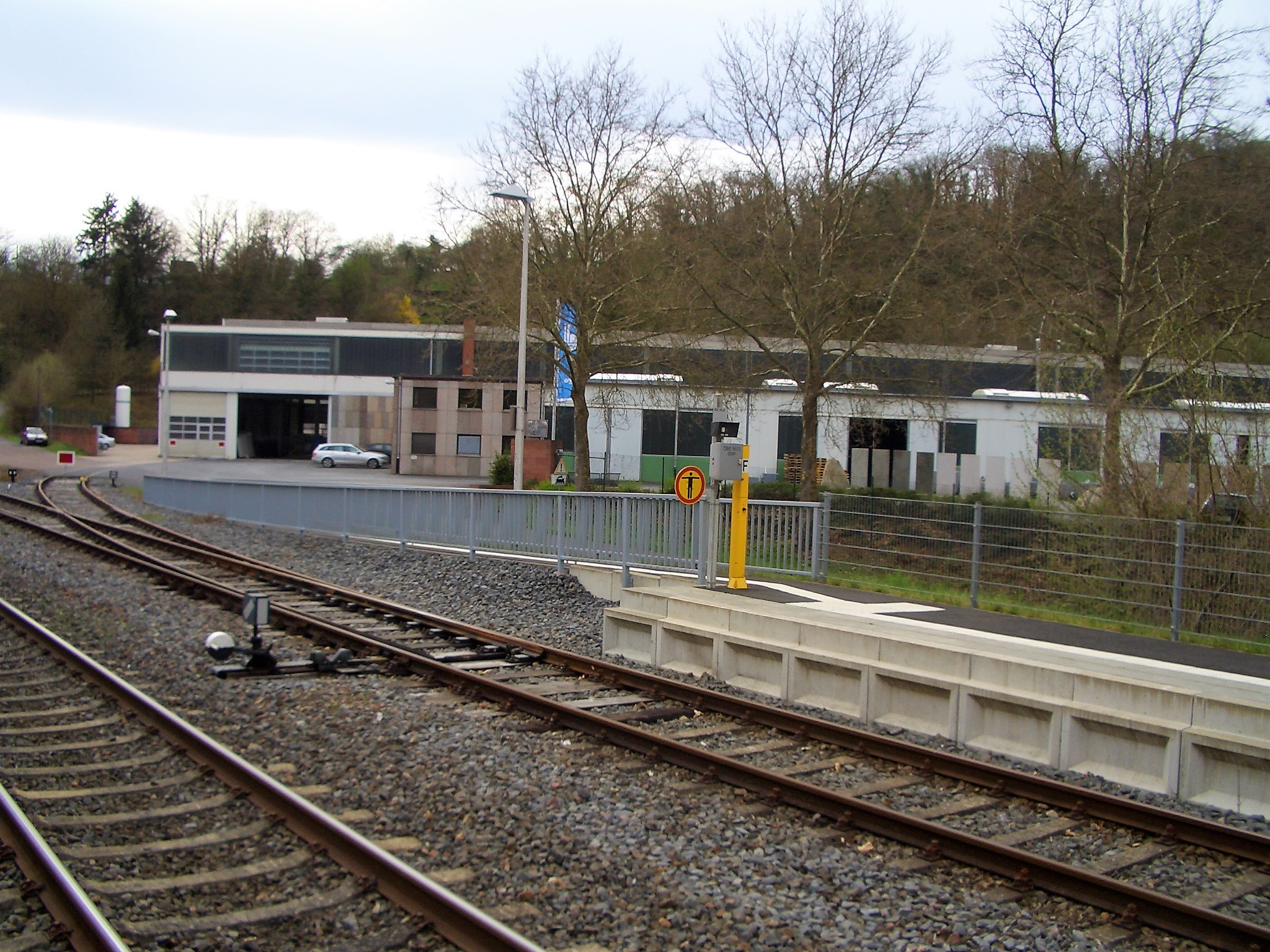
Gleisanschluss an ein Fabrikgebäude am Industriegebiet Bahnstation Gamburg

### Schienenverkehr
Die Bahnstrecke Lauda–Wertheim führt am Wohnplatz vorbei. Vor Ort befindet sich der Bahnhof Gamburg sowie ein Gleisanschluss an ein Fabrikgebäude.

### Straßenverkehr
Industriegebiet und Wohnplatz Bahnstation Gamburg sind über die von der L 506 (im Ortsbereich als Bahnhofstraße bezeichnet) abzweigende Anton-Hofmann-Allee zu erreichen. Daneben befindet sich noch die Straße Höhefelder Weg am Wohnplatz, die in Richtung der Wertheimer Ortschaft Höhefeld führt.